# アーサー・L・ショーロー賞
アーサー・L・ショーロー賞（Arthur L. Schawlow Prize for Laser Physics）はアメリカ物理学会 (American Physical Society) がレーザー科学の貢献に授与する賞である。アメリカ合衆国の物理学者アーサー・ショーローに由来する。賞金は10,000ドル。

## 受賞者
- 1991年 Peter Sorokin
- 1992年 Yuen-Ron Shen
- 1993年 ジョン・ホール
- 1994年 スティーブン・チュー
- 1995年 Richart E. Slusher
- 1996年 テオドール・ヘンシュ
- 1997年 Charles Shank, Erich P. Ippen
- 1998年 ウィリアム・ダニエル・フィリップス
- 1999年 カール・ワイマン
- 2000年 リチャード・ゼア
- 2001年 デービッド・ワインランド
- 2002年 Stephen E. Harris
- 2003年 David E. Pritchard
- 2004年 フェデリコ・カパッソ
- 2005年 Marlan Scully
- 2006年 ポール・コーカム
- 2007年 Szymon Suckewer
- 2008年 James Bergquist
- 2009年 Robert W. Field
- 2010年 Henry Kapteyn, Margaret Murnane
- 2011年 Jorge Rocca
- 2012年 Michael D. Fayer
- 2013年 Robert Alfano
- 2014年 Mordechai Segev
- 2015年 クリストファー・モンロー
- 2016年 Robert W. Boyd
- 2017年 Louis F. DiMauro
- 2018年 ジェラール・ムル
- 2019年 Steven T. Cundiff
- 2020年 Shaul Mukamel
- 2021年 Peter J. Delfyett
- 2022年 Tony F. Heinz
- 2023年 Demetrios N. Christodoulides
- 2024年 Howard M. Milchberg
- 2025年 Vladan Vuletic